# Unguizetes acutirostris
Unguizetes acutirostris – gatunek roztocza z kohorty mechowców i rodziny Mochlozetidae.
Gatunek ten został opisany w 2012 roku przez Siergieja Jermiłowa i Stanislava Kalúza.
Mechowiec ten ma gładkie, brązowe ciało długości od 863 do 946 μm. Rostrum z długim, spiczastym wyrostkiem środkowym. Lamelle bez cuspis. Sensilus wrzecionowaty z lancetowatą główką. Area porosae na notogaster w liczbie 4 par, owalne lub okrągłe. Bruzda dorsosejugalna pośrodku przerwana. Tylko jedna para szczecin analnych.
Gatunek znany tylko z Ekwadoru.